# Dariusz Fikus

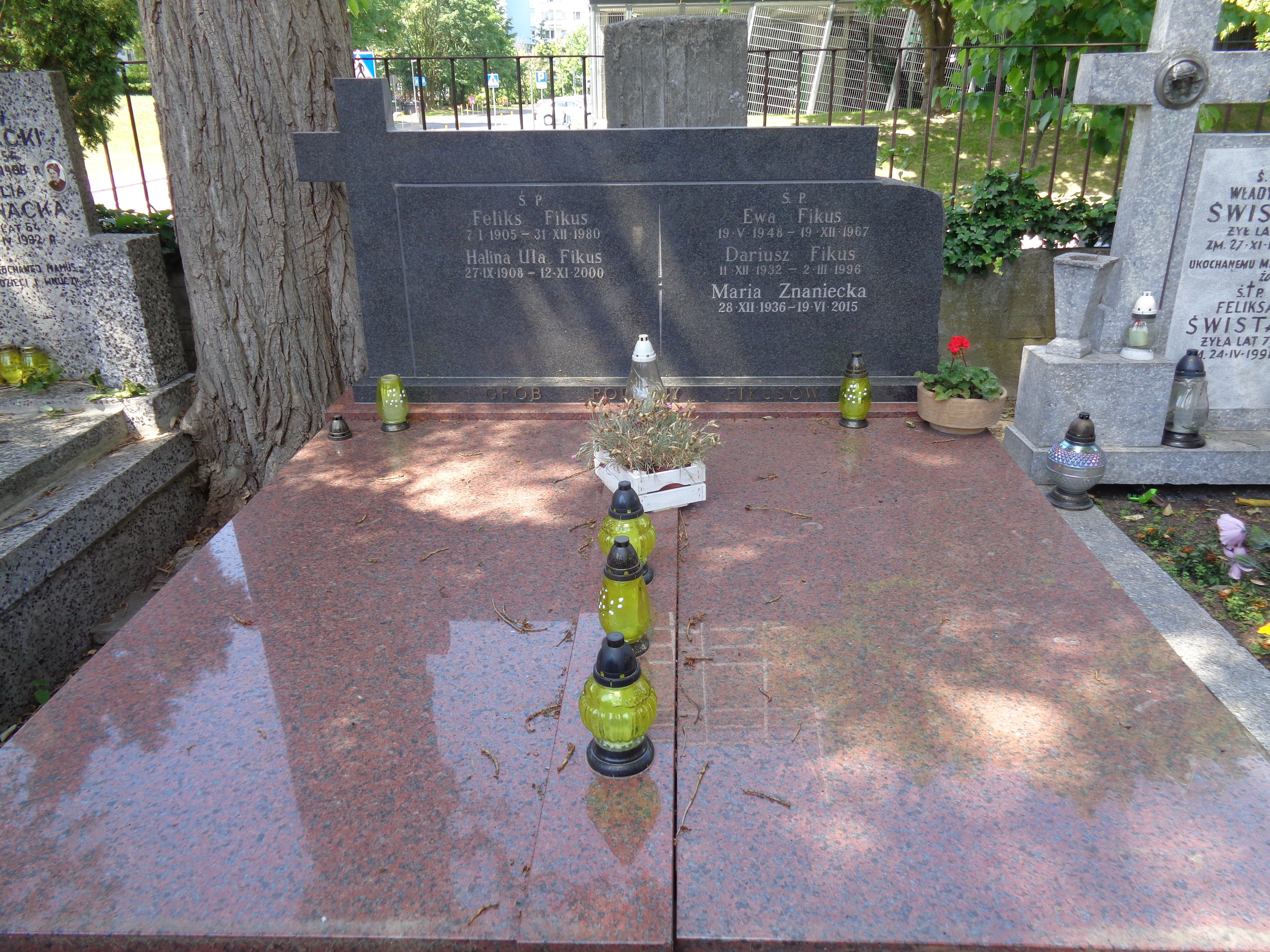
Grób rodzinny Feliksa i Dariusza Fikusów na nowym cmentarzu na Służewie przy ul. Wałbrzyskiej w Warszawie

Dariusz Fikus (ur. 11 grudnia 1932 w Poznaniu, zm. 2 marca 1996 w Kazimierzu Dolnym) – polski dziennikarz.

## Życiorys
Ukończył VI Liceum Ogólnokształcące im. Tadeusza Reytana w Warszawie (1951) i studia na Uniwersytecie Warszawskim. Karierę zawodową rozpoczął w „Sztandarze Młodych”, w którym pracował w latach 1955–1957, następnie był dziennikarzem „Expressu Wieczornego” (1958). Od 1958 przez 25 lat współtworzył tygodnik „Polityka” – jako publicysta gospodarczy, kierownik działu ekonomicznego i wieloletni sekretarz redakcji.
Od 1948 do 1956 należał do Związku Młodzieży Polskiej, a od 1959 do 1981 do Polskiej Zjednoczonej Partii Robotniczej. W 1959 wstąpił do Stowarzyszenia Dziennikarzy Polskich.
W 1980 Rada Główna SDP powołała go na stanowisko sekretarza generalnego. Piastował tę funkcję także w stanie wojennym, gdy zdelegalizowano Stowarzyszenie. Po ogłoszeniu stanu wojennego zrezygnował z pracy w „Polityce”. Współpracował z pismami drugiego obiegu (m.in. „Krytyką”, „Tygodnikiem Mazowsze”, „Wolnym Pismem MOST”), równocześnie pracując w redakcji oficjalnie ukazującego się czasopisma „Niewidomy Spółdzielca”. W 1988 został zastępcą redaktora naczelnego „Gazety Bankowej”. Uczestniczył w obradach Okrągłego Stołu po stronie „Solidarności”. Współpracował z „Gazetą Wyborczą”. W 1989 został redaktorem naczelnym „Rzeczpospolitej”, a w 1991 prezesem spółki Presspublica, wydawcy gazety. Obie te funkcje pełnił aż do śmierci w marcu 1996. Był także założycielem i pierwszym prezesem Związku Kontroli Dystrybucji Prasy i wiceprezesem Klubu Europejskiego.
Jego imieniem nazwano Nagrodę im. Dariusza Fikusa. Został pochowany na nowym cmentarzu na Służewie przy ul. Wałbrzyskiej w Warszawie.

## Życie prywatne
Był synem dziennikarza Feliksa Fikusa. Jego żoną była prof. Magdalena Fikus, a teściem Kiejstut Żemaitis. Miał syna Łukasza i córkę Martę.

## Publikacje
- RWPG: fakty (1966)
- Rada Wzajemnej Pomocy Gospodarczej (1967)
- Polska: państwo, gospodarka, społeczeństwo (1967)
- Społeczeństwo w podróży (1968) – z Jerzym Urbanem
- Polska – Indie: gospodarka, stosunki ekonomiczne (1976)
- Foksal 81 (1984)
- Pseudonim Łupaszka. Z dziejów V Wileńskiej Brygady Śmierci i Mobilizacyjnego Ośrodka Wileńskiego Okręgu AK (1988)
- Mowa gazetowa: wybór felietonów „Rzeczpospolita” luty 1992 – maj 1994 (1994)